# قمة العالم

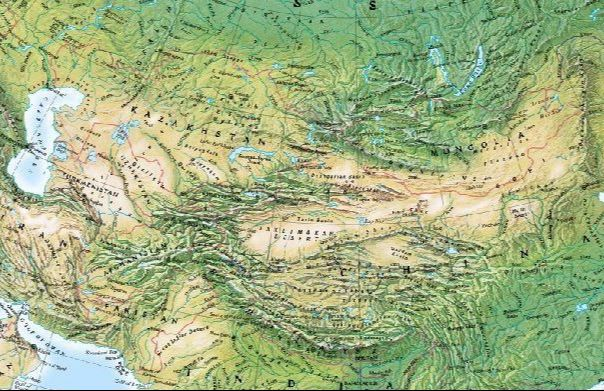
خريطة طبيعية لآسيا الوسطى من القوقاز في الشمال الغربي إلى منغوليا في الشمال الشرقي.

سقف العالم أو قمة العالم او ذروة العالم (بالانجليزية:Roof of the World أو Top of the World) هو لقب أو عبارة مجازية تستخدم لوصف أعلى مناطق العالم، والمعروفة أيضًا باسم آسيا المرتفعة. ويشير المصطلح عادة إلى المناطق الجبلية الداخلية في آسيا، بما في ذلك البامير، وجبال الهيمالايا، وهضبة التبت، وجبال هندوكوش، وجبال تيان شان، ودولة نيبال، وجبال ألتاي.

## الاستخدام المعتمد

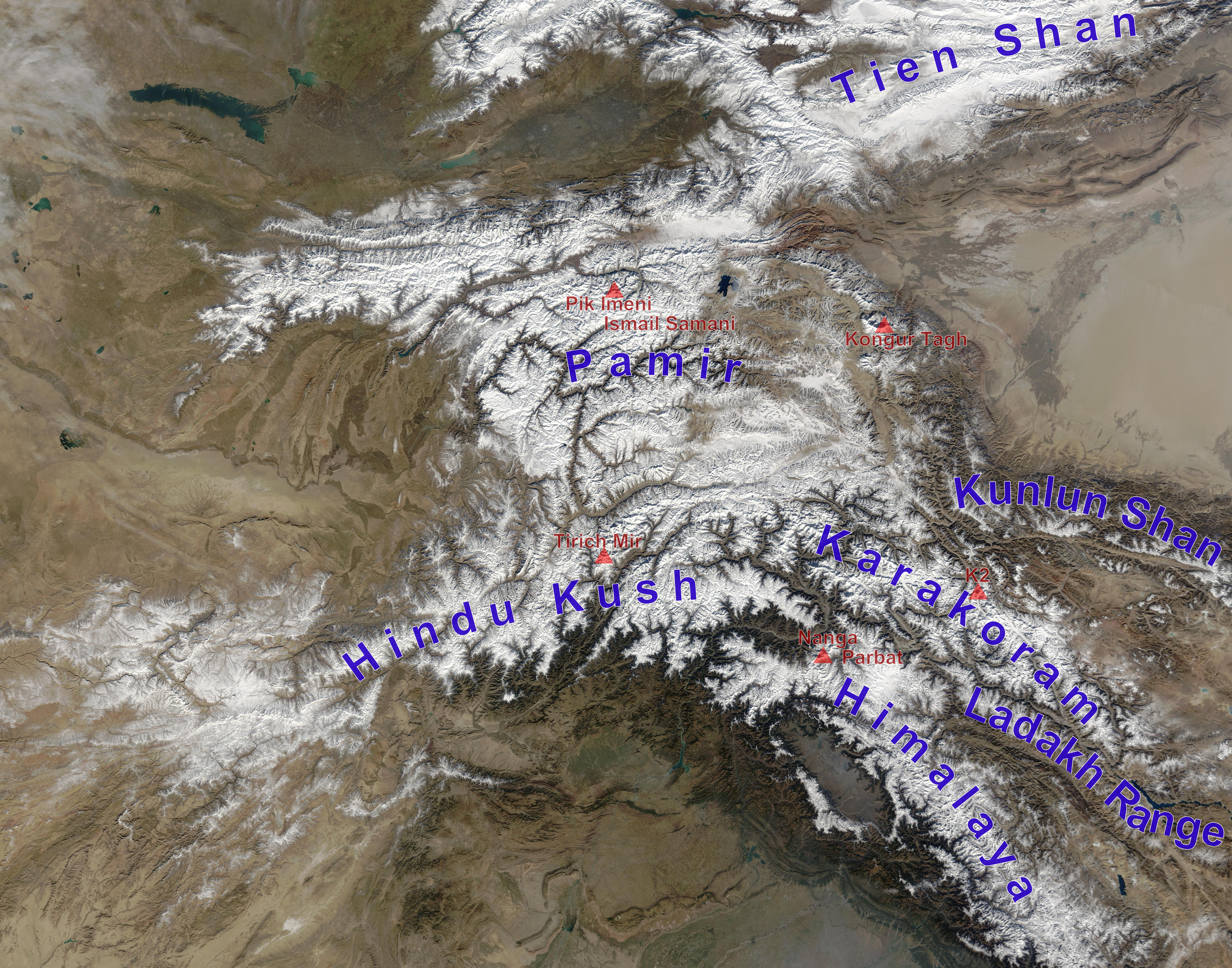
حيث تلتقي أعلى سلاسل الجبال في العالم

وقد وصف المستكشف البريطاني جون وود، في كتابه الصادر عام 1838، مصطلح " سقف العالم" بأنه "تعبير أصلي" (ربما يكون بلغة واخي [الإنجليزية])،  وكان يستخدم عمومًا للإشارة إلى البامير في العصر الفيكتوري: وفي عام 1876، استخدمه مسافر بريطاني آخر، السير توماس إدوارد جوردون، كعنوان لكتاب وكتب في الفصل التاسع:
"كنا الآن على وشك عبور "بام-اي-دنيا Bam-i-Dunya " الشهيرة باسم "سقف العالم"، وهو الاسم الذي ظهرت به المنطقة المرتفعة من أراضي بامير غير المعروفة نسبيًا حتى ذلك الوقت في خرائطنا منذ فترة طويلة. [...] كان وود، في عام 1838، أول مسافر أوروبي في العصر الحديث يزور بامير الكبرى".

### في الموسوعات
استخدمت الموسوعات القديمة أيضًا عبارة "سقف العالم" لوصف البامير:

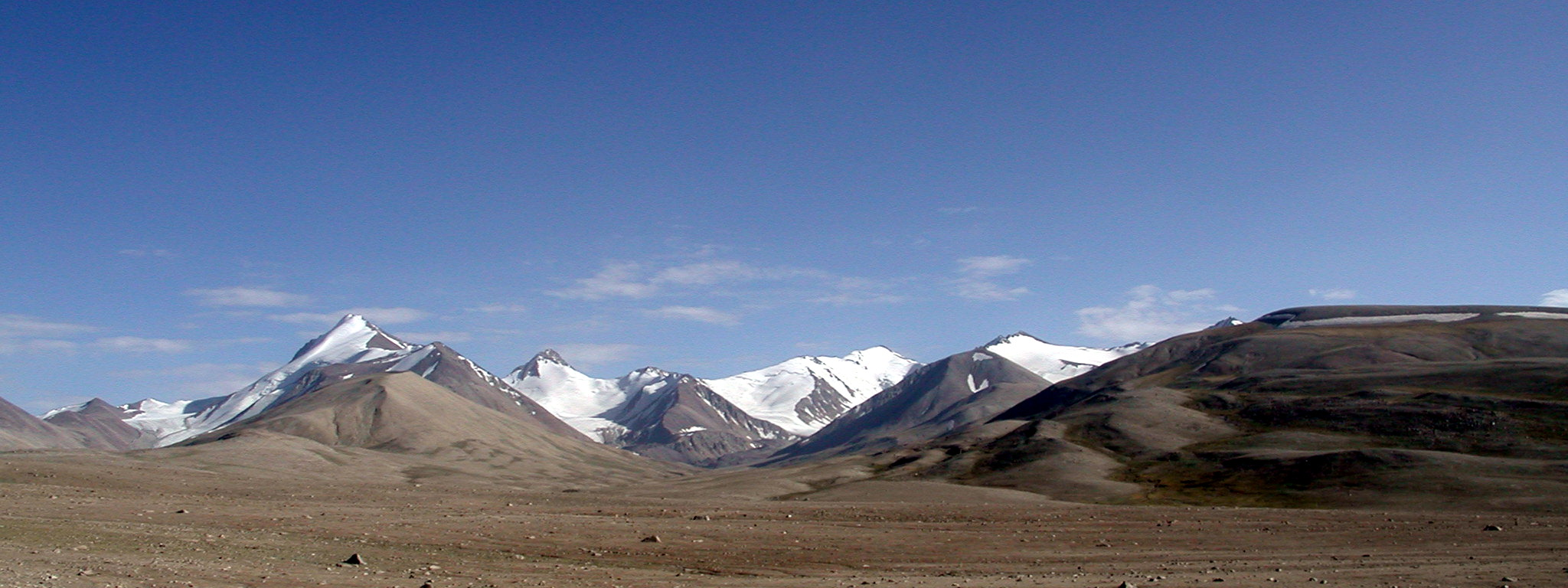
بانوراما جبال بامير، السقف الأصلي للعالم

- بانوراما جبال بامير، السقف الأصلي للعالمالموسوعة البريطانية، الطبعة الحادية عشرة. (1911): "باميرس، منطقة جبلية في آسيا الوسطى... بام-اي-دنيا ("سقف العالم")".
- موسوعة كولومبيا، طبعة 1942: "البامير (بالفارسية = سقف العالم)".
- هاشيت، 1890: "Le Toit du monde (بامير)"، وهي كلمة فرنسية تعني "سقف العالم (بامير)".[2]
- Der Große Brockhaus، Leipzig 1928–1935: "Dach der Welt, Bezeichnung für das Hochland von Pamir" (في الترجمة): "مرتفعات بامير، النقطة العقدية للأنظمة الجبلية في تيان شان، كون لون، كاراكورام، جبال الهيمالايا وهندوكوش، ولذلك تسمى بسقف العالم."

مع إيقاظ الاهتمام العام بمنطقة التبت، خرجت منطقة بامير، "منذ عام 1875... ربما أفضل منطقة تم استكشافها في آسيا العليا"، عن دائرة الضوء، وبدأ وصف "سقف العالم" يُطبق بشكل متزايد على التبت وهضبة التبت، وأحيانًا، وخاصة بالفرنسية ( "Toit du monde" )، حتى على جبل إيفرست، ولكن الاستخدام التقليدي لا يزال قائمًا.